# My Soul to Take - Il cacciatore di anime
My Soul to Take - Il cacciatore di anime (My Soul to Take) è un film del 2010 scritto, diretto e co-prodotto da Wes Craven.
Il titolo originale del film è tratto dalla conclusione di Now I Lay Me Down to Sleep, una preghiera della buonanotte originaria del XVIII secolo, che recita:
(Anonimo, in The New England Primer, ed. 1750, p. 28)

## Trama
Nella città di Riverton, un uomo affetto da schizofrenia, Abel Plenkov, scopre per caso di essere il Mostro di Riverton, un efferato serial killer locale. La sua personalità omicida lo minaccia di uccidere sua moglie e sua figlia nel caso chieda aiuto a qualcuno, ma uno sconvolto Abel decide comunque di rivolgersi alle autorità. Il Mostro prende quindi il sopravvento e uccide la moglie incinta, ma prima di riuscire a uccidere anche la figlioletta viene ferito gravemente in uno scontro a fuoco con la polizia e portato via. Mentre sette bambini nascono contemporaneamente in diverse parti della città, Plenkov si libera e scompare nella notte, non prima di aver promesso di tornare e uccidere tutti e sette i bambini.
Sedici anni dopo, un gruppo di ragazzi si riunisce nel luogo dove il Mostro scomparve: come ogni anno, uno dei Sette, ormai adolescenti (Jerome, Alex, Jay, Bug, Penelope, Brittany e Brandon), dovrà pugnalare un pupazzo dell'assassino per allontanarne il ritorno, anche se alcuni credono che Abel sia in realtà morto quella notte e che i Sette di Riverton siano le sette personalità che risiedevano nel suo corpo. Il timido Bug fallisce il rituale, ma viene rassicurato da Jay. Quest'ultimo si allontana nel bosco, dove viene accoltellato e gettato nel fiume dal Mostro.
Il giorno dopo, a scuola, Bug e Alex subiscono come al solito le angherie di Brandon, che agisce per conto di Fang, capo dei bulli della scuola nonché sorella maggiore di Bug. I due piazzano un cellulare nel bagno delle ragazze per origliare la sua conversazione con Brittany, di cui Bug è invaghito. Fang però le racconta, allo scopo di dividerli, che quest'ultimo ha passato molti anni in un manicomio criminale per aver ucciso delle persone: Bug tenta di recuperare il telefono ma viene scoperto e umiliato. Brandon fa delle avance a Brittany e quando questa lo rifiuta la insegue nel bosco, dove i due scoprono il cadavere di Penelope e vengono uccisi a loro volta dal Mostro.
A casa, Bug litiga con la sorella, che gli rivela che loro due in realtà sono i figli di Plenkov: la notte in cui lui scomparve, Bug venne estratto prematuramente dal cadavere della madre e dato insieme alla piccola Fang in affidamento. Tutti videro la nascita del bambino "innocente" come un miracolo, e questo portò Fang a covare risentimento verso il fratello. Dopo essersi riappacificato con la sorella, Bug viene raggiunto da Alex, che teorizza che l'anima o personalità del Mostro sia presente in uno dei Sette, l'assassino. Poco dopo, Bug e Fang scoprono il cadavere della loro matrigna e vengono assaliti dal Mostro, che però lascia andare Bug dopo aver sentito un rumore al piano di sopra.
Salite le scale, Bug vi trova Jerome, ferito a morte. Sopraggiunge Alex, che inizia a credere che Bug abbia ereditato la schizofrenia paterna e non si sia accorto di essere l'assassino: Bug però si rende conto di ospitare dentro di sé le anime dei Sette morti e grazie a ciò capisce che l'anima del Mostro è dentro di Alex. Quest'ultimo gli propone di incolpare Jerome di tutto, ma Bug lo uccide. In punto di morte, Alex torna in sé e ringrazia l'amico. Bug è pronto a prendersi la colpa di quel che è successo, ma, grazie a una rediviva Fang che informa la polizia dei fatti, viene accolto come un eroe.

## Produzione
Il titolo scelto per il film era originariamente 25/8. La pellicola è stata prodotta da Craven, Anthony Katagas e da Iya Labunka, moglie di Craven, alla sua prima esperienza come produttrice. Il film segna la prima volta dai tempi di Nightmare - Nuovo incubo (1994) in cui Craven si è occupato, oltre che della regia, sia della sceneggiatura che della produzione.
Per il ruolo del protagonista era stato scelto originariamente Henry Hopper, che però dovette abbandonare la produzione per motivi di salute, venendo sostituito da Max Thieriot.
Le riprese sono cominciate nell'aprile 2008 e si sono svolte in varie città del Massachusetts rurale. Girato in 2D, il film, per via della crescente popolarità dei film in 3D, è stato poi convertito durante la post-produzione in 3-D.

## Distribuzione
Il film è stato distribuito nelle sale cinematografiche statunitensi da Rogue Pictures a partire dall'8 ottobre 2010, anche in 3-D.
In Italia, il film è stato distribuito direttamente per il mercato home video a partire dal 25 maggio 2011.

## Accoglienza
Il film è stato un flop di incassi, raccogliendo complessivamente 21,5 milioni di dollari a fronte di un budget di 25 milioni. Anche la critica ha stroncato il film: il sito aggregatore di recensioni Rotten Tomatoes riporta una percentuale del 9% di giudizi positivi, su un totale di 58 recensioni ad opera della critica specializzata, e una media di 2,9 su 10.